# Сиверка (приток Уводи)
Сиверка — небольшая река в России, протекает по Ивановской области. Устье реки находится в 104 км по левому берегу Уводи. Исток реки в лесах около деревни Лодышкино Ивановского района Ивановской области. Не судоходна. Длина реки — 16 км. Площадь водосборного бассейна — 66,8 км².
Вдоль русла реки расположены населённые пункты (от устья к истоку): деревни Гоголево, Бурмакино, Игнатцево, Кожевницы, Теплово, Лодышкино, входящие в Богданихское сельское поселение Ивановского района Ивановской области.

## Данные водного реестра
По данным государственного водного реестра России относится к Окскому бассейновому округу, водохозяйственный участок реки — Уводь от истока до устья, речной подбассейн реки — бассейны притоков Оки от Мокши до впадения в Волгу. Речной бассейн реки — Ока.